# Juglandinae
Juglandinae — підтриба триби Juglandeae підродини Juglandoideae родини Juglandinaceae. Містить 3 роди: 
- Cyclocarya, що містить 1 вид, поширений у пд.-сх. Китаї й Тайвані[1]
- горіх (Juglans), що містить понад 20 видів у Середземномор'ї, Азії, Америці[1]
- лапина (Pterocarya), що містить 6 видів в Азії й на Кавказі[1]